# Acacia tenax
Acacia tenax é uma espécie de leguminosa do gênero Acacia, pertencente à família Fabaceae.